# Gran Premio motociclistico di Finlandia 1979
Il Gran Premio motociclistico di Finlandia fu il decimo appuntamento del motomondiale 1979.
Si svolse il 29 luglio 1979 a Imatra (su un circuito accorciato di poco più di 1 km rispetto agli anni precedenti), e corsero le classi 125, 250, 350 e 500.
In 500 Boet van Dulmen, in sella ad una Suzuki privata, vinse con ampio margine. Virginio Ferrari finì solo quindicesimo, penalizzato da problemi di carburazione, mentre Kenny Roberts fu autore di una prova opaca, terminando sesto.
Dominio Kawasaki nelle medie cilindrate: Kork Ballington vinse in 250 (ritirato Graziano Rossi dopo un giro) e Gregg Hansford in 350.
In 125, gara svoltasi sotto una forte pioggia, Ricardo Tormo vinse agevolmente in una gara caratterizzata da molti ritiri a causa delle condizioni meteorologiche. Ángel Nieto, assente, divenne Campione del Mondo della categoria.

## Classe 500
30 piloti alla partenza, 16 al traguardo.

### Arrivati al traguardo
| Pos. | Pilota            | Moto   | Tempo     | Punti |
| ---- | ----------------- | ------ | --------- | ----- |
| 1    | Boet van Dulmen   | Suzuki | 52' 27" 9 | 15    |
| 2    | Randy Mamola      | Suzuki | +13" 0    | 12    |
| 3    | Barry Sheene      | Suzuki | +17" 8    | 10    |
| 4    | Jack Middelburg   | Suzuki | +18" 0    | 8     |
| 5    | Christian Sarron  | Yamaha | +27" 0    | 6     |
| 6    | Kenny Roberts     | Yamaha | +35" 0    | 5     |
| 7    | Johnny Cecotto    | Yamaha | +36" 0    | 4     |
| 8    | Philippe Coulon   | Suzuki | +45" 2    | 3     |
| 9    | Marco Lucchinelli | Suzuki | +48" 1    | 2     |
| 10   | Wil Hartog        | Suzuki | +51" 8    | 1     |
| 11   | Steve Parrish     | Suzuki | +1 giro   |       |
| 12   | Markku Matikainen | Suzuki | +1 giro   |       |
| 13   | Peter Sjöström    | Suzuki | +2 giri   |       |
| 14   | Gerhard Vogt      | Suzuki | +2 giri   |       |
| 15   | Virginio Ferrari  | Suzuki | +3 giri   |       |
| 16   | Peter Sköld       | Suzuki | +3 giri   |       |

### Ritirati
| Pilota            | Moto       | Motivo ritiro               |
| ----------------- | ---------- | --------------------------- |
| Franco Uncini     | Suzuki     | rottura del tubo di scarico |
| Willem Zoet       | Suzuki     |                             |
| Michel Rougerie   | Suzuki     |                             |
| Graziano Rossi    | Morbidelli |                             |
| Dennis Ireland    | Suzuki     |                             |
| Seppo Rossi       | Suzuki     |                             |
| Lennart Bäckström | Suzuki     |                             |
| Timo Pohjola      | Suzuki     |                             |
| Kimmo Kopra       | Yamaha     |                             |
| Max Wiener        | Suzuki     |                             |
| Børge Nielsen     | Suzuki     |                             |
| Seppo Ojala       | Suzuki     |                             |
| Bosse Granath     | Yamaha     |                             |
| Ikujiro Takai     | Suzuki     |                             |
| Gustav Reiner     | Suzuki     |                             |

## Classe 350

### Arrivati al traguardo
| Pos | Pilota            | Moto     | Tempo     | Punti |
| --- | ----------------- | -------- | --------- | ----- |
| 1   | Gregg Hansford    | Kawasaki | 56' 40" 6 | 15    |
| 2   | Patrick Fernandez | Yamaha   | +56" 5    | 12    |
| 3   | Pentti Korhonen   | Yamaha   | +1' 16" 4 | 10    |
| 4   | Anton Mang        | Kawasaki | +1' 18" 0 | 8     |
| 5   | Roland Freymond   | Yamaha   | +1' 20" 0 | 6     |
| 6   | Christian Estrosi | Kawasaki | +2' 07" 6 | 5     |
| 7   | Bengt Elgh        | Yamaha   | +1 giro   | 4     |
| 8   | Pekka Nurmi       | Yamaha   | +1 giro   | 3     |
| 9   | Kork Ballington   | Kawasaki | +1 giro   | 2     |
| 10  | Max Wiener        | Yamaha   | +1 giro   | 1     |
| 11  | Lennart Bäckström | Yamaha   | +1 giro   |       |
| 12  | Sadao Asami       | Yamaha   | +1 giro   |       |
| 13  | Martti Solja      | Yamaha   | +1 giro   |       |
| 14  | Seppo Kokkonen    | Yamaha   | +1 giro   |       |
| 15  | Barry Woodland    | Yamaha   | +1 giro   |       |
| 16  | Tony Head         | Yamaha   | +1 giro   |       |
| 17  | Peter Baláž       | Yamaha   | +1 giro   |       |

### Ritirati
| Pilota             | Moto          | Motivo ritiro           |
| ------------------ | ------------- | ----------------------- |
| Jakob Beck         | Yamaha        |                         |
| Richard Hubin      | Yamaha        |                         |
| Vic Soussan        | Yamaha        |                         |
| Walter Villa       | Yamaha        | problemi ai carburatori |
| Michel Rougerie    | Bimota-Yamaha |                         |
| Eero Hyvärinen     | Yamaha        |                         |
| Jean-Marc Toffolo  | Yamaha        |                         |
| Etienne Geeraerdt  | Yamaha        |                         |
| Jon Ekerold        | Yamaha        |                         |
| Carlos Lavado      | Yamaha        |                         |
| Åke Grahn          | Yamaha        |                         |
| Olivier Chevallier | Yamaha        |                         |
| Alan North         | Yamaha        |                         |
| Chas Mortimer      | Yamaha        |                         |
| Esa Kytölä         | Yamaha        |                         |
| Bosse Granath      | Yamaha        |                         |

## Classe 250
30 piloti alla partenza, 18 al traguardo.

### Arrivati al traguardo
| Pos | Pilota              | Moto     | Tempo     | Punti |
| --- | ------------------- | -------- | --------- | ----- |
| 1   | Kork Ballington     | Kawasaki | 54' 32" 8 | 15    |
| 2   | Gregg Hansford      | Kawasaki | +0" 3     | 12    |
| 3   | Patrick Fernandez   | Yamaha   | +44" 7    | 10    |
| 4   | Roland Freymond     | Yamaha   | +49" 3    | 8     |
| 5   | Walter Villa        | Yamaha   | +57" 5    | 6     |
| 6   | Pentti Korhonen     | Yamaha   | +2' 01" 1 | 5     |
| 7   | Jean-François Baldé | Kawasaki | +1 giro   | 4     |
| 8   | Pekka Nurmi         | Yamaha   | +1 giro   | 3     |
| 9   | Bengt Elgh          | Yamaha   | +1 giro   | 2     |
| 10  | Sadao Asami         | Yamaha   | +1 giro   | 1     |
| 11  | Carlos Lavado       | Yamaha   | +1 giro   |       |
| 12  | Harald Bartol       | Yamaha   | +1 giro   |       |
| 13  | Kenny Blake         | Yamaha   | +1 giro   |       |
| 14  | Olivier Chevallier  | Yamaha   | +1 giro   |       |
| 15  | Seppo Kokkonen      | Yamaha   | +1 giro   |       |
| 16  | Åke Grahn           | Yamaha   | +1 giro   |       |
| 17  | Martti Solja        | Yamaha   | +1 giro   |       |
| 18  | Paolo Pileri        | Yamaha   | +2 giri   |       |

### Ritirati
| Pilota            | Moto       | Motivo ritiro           |
| ----------------- | ---------- | ----------------------- |
| Anton Mang        | Kawasaki   |                         |
| Graziano Rossi    | Morbidelli | problemi ai carburatori |
| Eero Hyvärinen    | Yamaha     |                         |
| Richard Hubin     | Yamaha     |                         |
| Vic Soussan       | Yamaha     |                         |
| Hans Müller       | Yamaha     |                         |
| Randy Mamola      | Yamaha     |                         |
| Reino Eskelinen   | Yamaha     |                         |
| Olivier Liégeois  | Yamaha     |                         |
| Alan North        | Yamaha     |                         |
| René Delaby       | Yamaha     |                         |
| Chas Mortimer     | Yamaha     |                         |
| Clive Horton      | Yamaha     |                         |
| Peter Sköld       | Yamaha     |                         |
| Christian Estrosi | Kawasaki   |                         |

## Classe 125
30 piloti alla partenza, 19 al traguardo.

### Arrivati al traguardo
| Pos | Pilota                | Moto       | Tempo     | Punti |
| --- | --------------------- | ---------- | --------- | ----- |
| 1   | Ricardo Tormo         | Bultaco    | 57' 23" 5 | 15    |
| 2   | Matti Kinnunen        | MBA        | +37" 0    | 12    |
| 3   | Hans Müller           | MBA Elit   | +52" 4    | 10    |
| 4   | Stefan Dörflinger     | Morbidelli | +1' 36" 0 | 8     |
| 5   | Barry Smith           | Morbidelli | +1' 36" 7 | 6     |
| 6   | Marcelino García      | Morbidelli | +1' 38" 4 | 5     |
| 7   | Stefan Jansen         | Morbidelli | +2' 04" 3 | 4     |
| 8   | Gert Bender           | GB Bender  | +2' 09" 5 | 3     |
| 9   | Marc-Anton Constantin | Morbidelli | +2' 19" 3 | 2     |
| 10  | August Auinger        | Morbidelli | +1 giro   | 1     |
| 11  | Patrick Hérouard      | Morbidelli | +1 giro   |       |
| 12  | Per-Edvard Carlsson   | Morbidelli | +1 giro   |       |
| 13  | Ernst Fagerer         | MBA        | +1 giro   |       |
| 14  | Clive Horton          | Morbidelli | +1 giro   |       |
| 15  | Johnny Wickström      | Morbidelli | +1 giro   |       |
| 16  | Peter Looijesteijn    | MBA        | +1 giro   |       |
| 17  | Reiner Koster         | MBA        | +2 giri   |       |
| 18  | Paul Bordes           | Morbidelli | +2 giri   |       |
| 19  | Yves Dupont           | Morbidelli | +2 giri   |       |

### Ritirati
| Pilota                       | Moto                | Motivo ritiro           |
| ---------------------------- | ------------------- | ----------------------- |
| Patrick Plisson              | Motoshop Morbidelli |                         |
| Pier Paolo Bianchi           | Minarelli           | problemi ai carburatori |
| Eugenio Lazzarini            | Morbidelli          | caduta                  |
| Bruno Kneubühler             | Minarelli           | noie meccaniche         |
| Thierry Noblesse             | Morbidelli          |                         |
| Maurizio Massimiani          | MBA                 | noie meccaniche         |
| Fernando González De Nicolás | Morbidelli          |                         |
| Jean-Louis Guignabodet       | Morbidelli          |                         |
| Harald Bartol                | Morbidelli          |                         |
| Roland Olsson                | Morbidelli          |                         |
| Gianpaolo Marchetti          | MBA                 |                         |
| Kees van de Ven              | MBA                 |                         |
| Matti Aalto                  | Maico               |                         |
| Tore Alexandersson           | Morbidelli          |                         |

## Fonti e bibliografia
- La Stampa, 29 luglio 1979, pag. 15 e 30 luglio 1979, pag. 11
- Werner Haefliger, MotoGP Results 1949-2010 Guide, Fédération Internationale de Motocyclisme, 2011.
- Risultati della 500 su autosport.com, su autosport.com.